# Marina Confalone
Marina Confalone (Nápoles, 2 de junio de 1951) es una actriz, directora de teatro y escritora italiana, ganadora de cinco premios David de Donatello, dos Nastri d'argento y tres Ciak d'oro.

## Biografía
Debutó muy joven en el teatro con la compañía de Eduardo De Filippo. En las décadas de 1970 y 1980 protagonizó muchas comedias de cine, como Febbre da cavallo de Steno o El marqués del Grillo de Mario Monicelli, y también cuenta con un pequeño papel no acreditado en la película La ciudad de las mujeres de Federico Fellini. En 1984 actuó en la película Così parlò Bellavista, dirigida por Luciano De Crescenzo, que le valió un David de Donatello y un Nastro d'Argento a la mejor actriz de reparto. En 1992 interpretó a Lina en la película Parenti serpenti de Mario Monicelli.
También trabajó para la televisión, protagonizando, junto a Tino Buazzelli y Teo Teocoli, el drama televisivo Il balordo (1978), basado en la novela homónima de Piero Chiara. En 1985 participó en Sogni e bisogni, miniserie de televisión dirigida por Sergio Citti, y Aeroporto internazionale. En 1986 condujo su único programa de televisión, Un altro varietà, emitido por Rai 2.
Ha sido dirigida, entre otros, por los directores Lina Wertmüller, Carlo Lizzani y Nanni Loy, trabajando junto a actores como Alberto Sordi, Paolo Villaggio, Paolo Panelli, Michele Placido, Gigi Proietti, Enrico Montesano, Roberto Benigni y Lino Banfi.

## Filmografía

### Cine

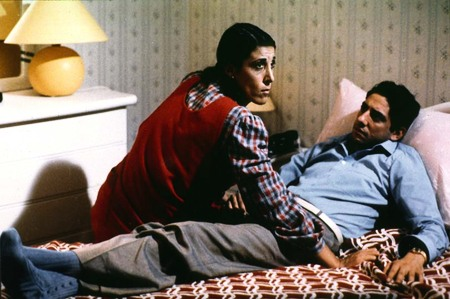
Confalone con Sergio Castellitto en Sembra morto ma... è solo svenuto (1986).

- La enfermera (L'infermiera), de Nello Rossati (1975)
- Febbre da cavallo, de Steno (1976)
- La ciudad de las mujeres (La città delle donne), de Federico Fellini (1980)
- Fontamara, de Carlo Lizzani (1980)
- El marqués del Grillo (Il marchese del Grillo), de Mario Monicelli (1981)
- Grog, de Francesco Laudadio (1982)
- Pappa e ciccia, de Neri Parenti (1983)
- Flirt, de Roberto Russo (1983)
- Così parlò Bellavista, de Luciano De Crescenzo (1984)
- Don Quijote (Don Chisciotte), de Maurizio Scaparro (1984)
- Il mistero di Bellavista, de Luciano De Crescenzo (1985)
- Separati in casa, de Riccardo Pazzaglia (1986)
- Sembra morto... ma è solo svenuto, de Felice Farina (1987)
- Gentili signore, de Adriana Monti (1988)
- 32 dicembre, de Luciano De Crescenzo (1988) - escenas eliminadas
- Parenti serpenti, de Mario Monicelli (1992)
- Pacco, doppio pacco e contropaccotto, de Nanni Loy (1993)
- De pequeñas estafas a grandes sueños (Arriva la bufera), de Daniele Luchetti (1993)
- Veleno, de Bruno Bigoni (1994)
- Croce e delizia, de Luciano De Crescenzo (1995)
- La segunda vez (La seconda volta), de Mimmo Calopresti (1995)
- La parola amore esiste, de Mimmo Calopresti (1998)
- El dulce rumor de la vida (Il dolce rumore della vita), de Giuseppe Bertolucci (1999)
- Panni sporchi, de Mario Monicelli (1999)
- Beresina o Los últimos días de Suiza (Beresina oder Die letzten Tage der Schweiz), de Daniel Schmid (1999)
- Más allá de los ojos (Lontano in fondo agli occhi), de Giuseppe Rocca (2000)
- Una lunga, lunga, lunga notte d'amore, de Luciano Emmer (2000)
- Incantesimo napoletano, de Paolo Genovese y Luca Miniero (2002)
- Tre donne morali, de Marcello Garofalo (2006)
- Amiche da morire, de Giorgia Farina (2013)
- Così parlò De Crescenzo, de Antonio Napoli (2016) - documental
- Il vizio della speranza, de Edoardo De Angelis (2018)
- Il silenzio grande, de Alessandro Gassmann (2021)

### Televisión
- Uomo e galantuomo, de Eduardo De Filippo - teatro en televisión (1975)
- De Pretore Vincenzo, de Eduardo De Filippo - teatro en televisión (1976)
- L'arte della commedia, de Eduardo De Filippo - teatro en televisión (1976)
- Gli esami non finiscono mai, de Eduardo De Filippo - teatro en televisión (1976)
- Natale in casa Cupiello, de Eduardo De Filippo - teatro en televisión (1977)
- Il balordo, de Pino Passalacqua - miniserie de televisión (1978)
- Quei figuri di tanti anni fa, de Eduardo De Filippo - teatro en televisión (1978)
- Gennareniello, de Eduardo De Filippo - teatro en televisión (1978)
- Le voci di dentro, de Eduardo De Filippo - teatro en televisión (1978)
- Le storie di Mozziconi, de Giovanni Fabbri (1983) - serie de televisión (4 episodios)
- Effetti personali, de Giuseppe Bertolucci y Loris Mazzetti - documental (1983)
- Sogni e bisogni, de Sergio Citti - miniserie de televisión (1985)
- Aeroporto internazionale, de Paolo Poeti y Enzo Tarquini - serie de televisión, 3 episodios (1985)
- Un altro varietà, de Antonello Falqui - espectáculo de variedades (1986)
- L'uomo, la bestia e la virtù, de Carlo Cecchi - telefilme (1991)
- Dio vede e provvede, de Enrico Oldoini - telefilme (1996)
- Mio padre è innocente, de Vincenzo Verdecchi - telefilme (1997)
- La storia di Gigi 2, de Luca Mazzieri y Marco Mazzieri - telefilme (1997)
- Natale in casa Cupiello, de Edoardo De Angelis - telefilme (2020)
- Mina Settembre, de Tiziana Aristarco – serie de televisión (2021-en curso)

### Cortometrajes
- Westmoreland Naples, de Pietro Baldoni, Marcello Garofalo y Vittorio Guida (1996)
- Volevo sapere sull'amore, de Max Croci (2004)
- La macchina americana, de Alessandro Spada (2012)
- Mr. Rotpeter, de Antonietta De Lillo (2017)

## Premios y distinciones
David de Donatello
| Año  | Categoría               | Película                             | Resultado |
| ---- | ----------------------- | ------------------------------------ | --------- |
| 1985 | Mejor actriz de reparto | Così parlò Bellavista                | Ganadora  |
| 1993 | Mejor actriz de reparto | De pequeñas estafas a grandes sueños | Ganadora  |
| 1996 | Mejor actriz de reparto | La segunda vez                       | Ganadora  |
| 1998 | Mejor actriz de reparto | La parola amore esiste               | Candidata |
| 2002 | Mejor actriz            | Incantesimo napoletano               | Ganadora  |
| 2019 | Mejor actriz de reparto | Il vizio della speranza              | Ganadora  |

Nastro d'argento
| Año  | Categoría               | Película                             | Resultado |
| ---- | ----------------------- | ------------------------------------ | --------- |
| 1985 | Mejor actriz de reparto | Così parlò Bellavista                | Ganadora  |
| 1994 | Mejor actriz de reparto | De pequeñas estafas a grandes sueños | Candidata |
| 1999 | Mejor actriz de reparto | La parola amore esiste               | Candidata |
| 2008 | Mejor actriz de reparto | Tre donne morali                     | Candidata |
| 2019 | Mejor actriz de reparto | Il vizio della speranza              | Ganadora  |
| 2022 | Mejor actriz de reparto | Il silenzio grande                   | Candidata |

Ciak d'oro
| Año  | Categoría               | Película                             | Resultado |
| ---- | ----------------------- | ------------------------------------ | --------- |
| 1994 | Mejor actriz de reparto | De pequeñas estafas a grandes sueños | Candidata |
| 1996 | Mejor actriz de reparto | La segunda vez                       | Candidata |
| 1998 | Mejor actriz de reparto | La parola amore esiste               | Ganadora  |
| 2019 | Mejor actriz de reparto | Il vizio della speranza              | Ganadora  |
| 2021 | Mejor actriz de reparto | Il silenzio grande                   | Ganadora  |

Premio Ubu
| Año  | Categoría               | Obra de teatro | Resultado |
| ---- | ----------------------- | -------------- | --------- |
| 1980 | Mejor actriz de reparto | Il compleanno  | Ganadora  |

## Obras
(2003). Storie d'amore con pioggia. Nápoles: Guida Editori. ISBN 9788871887159.